# Polova, Prîlukî
Polova (în ucraineană Полова) este un sat în comuna Suhopolova din raionul Prîlukî, regiunea Cernihiv, Ucraina.

## Demografie
Componența lingvistică a localității Polova
     Ucraineană (96,74%)
     Rusă (3,26%)
Conform recensământului din 2001, majoritatea populației localității Polova era vorbitoare de ucraineană (96,74%), existând în minoritate și vorbitori de rusă (3,26%).